# Olsza japońska
Olsza japońska (Alnus japonica (Thunb.) Steud.) – gatunek drzew należący do rodziny brzozowatych. Pochodzi z Azji Wschodniej, występuje w Chinach, Rosji, Japonii, Tajwanie oraz na Półwyspie Koreańskim.

## Morfologia

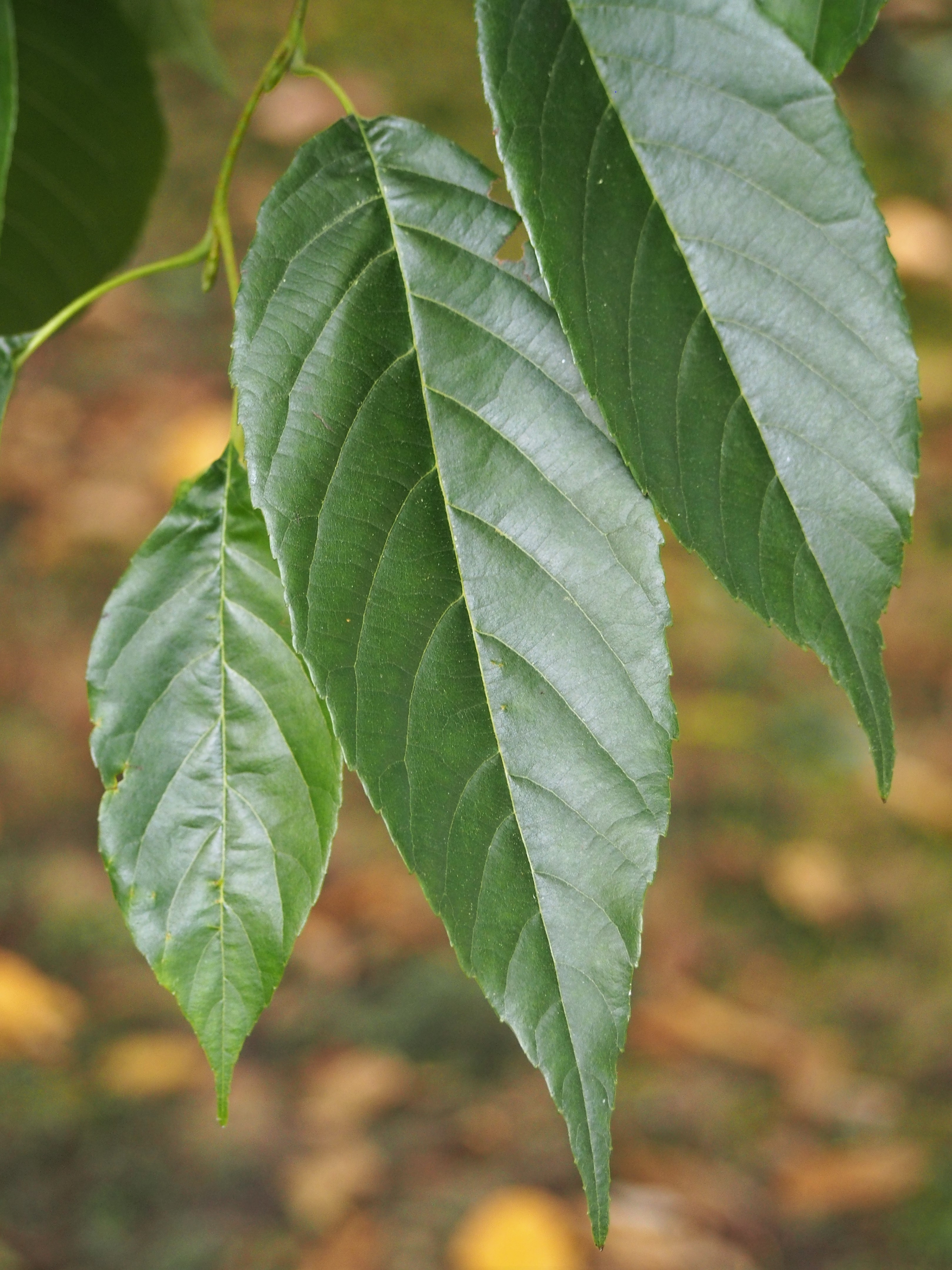
Liście

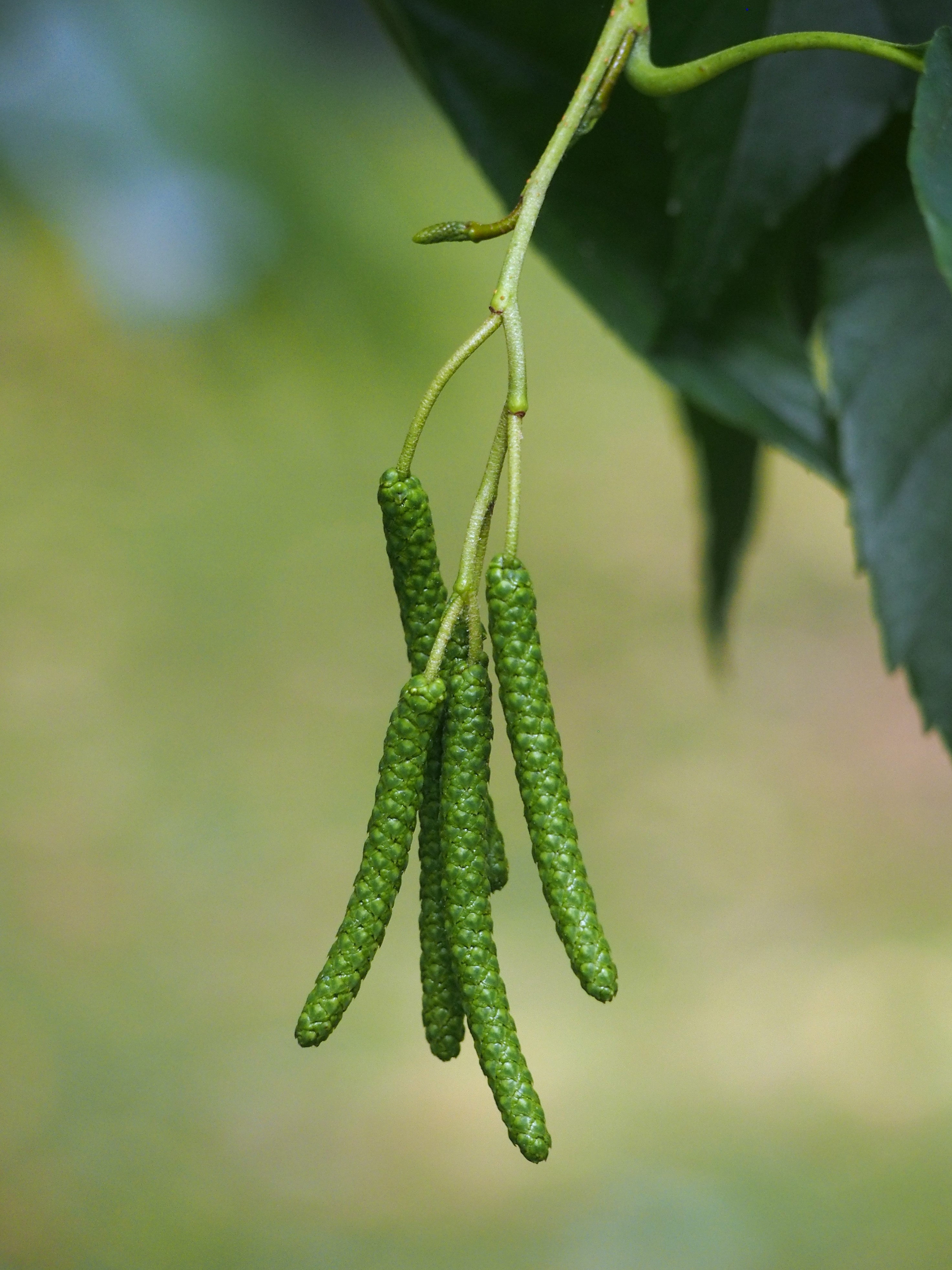
Kwiatostany przed kwitnieniem

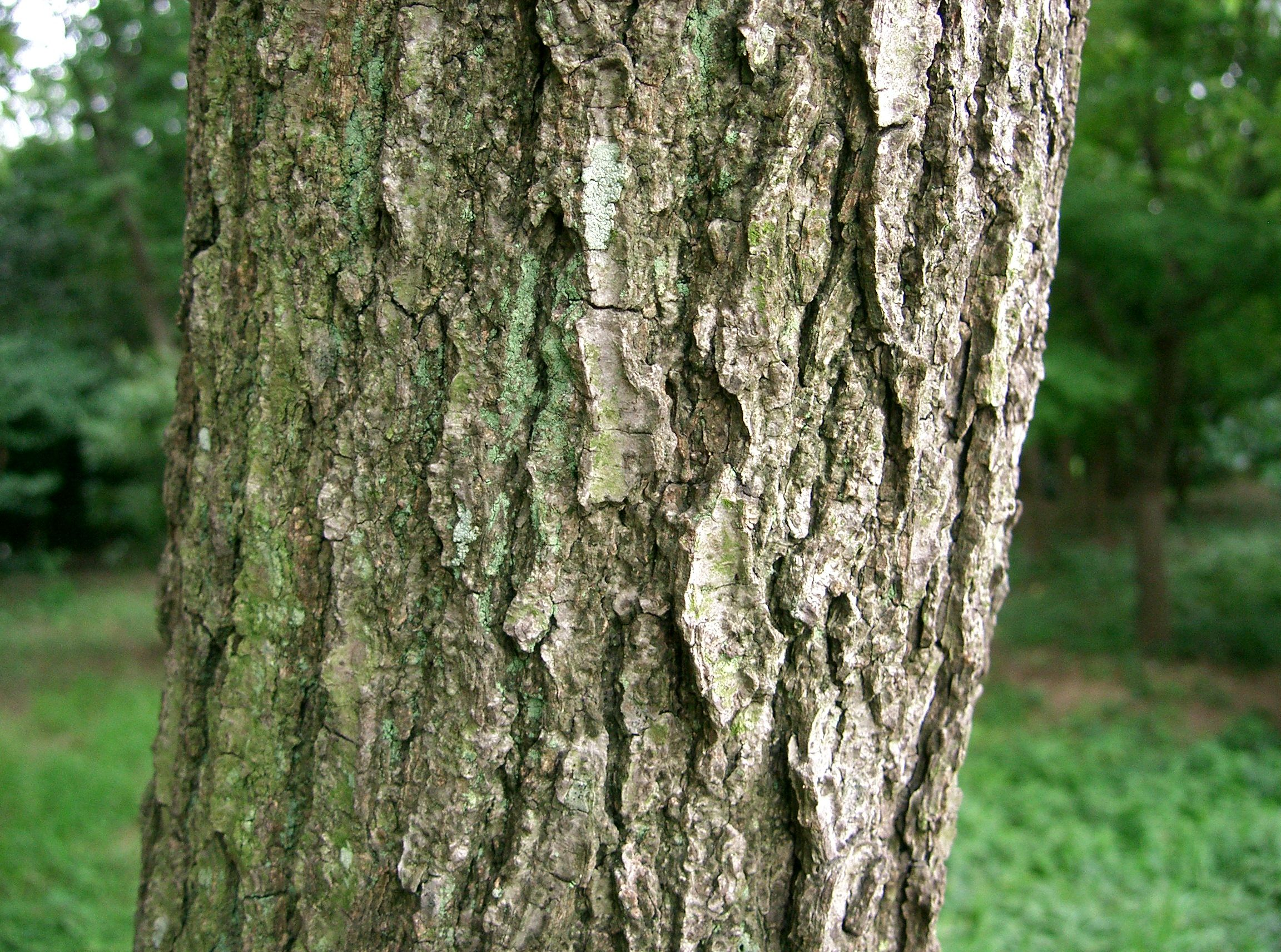
Kora

PokrójDrzewo dorastające 25 m wysokości. Korona symetryczna i stożkowa .
KoraMatowa, szara o gładkiej powierzchni.
LiścieWąskie, eliptyczne lub lancetowate do 12,5 cm długości i 5 cm szerokości. Ciemnozielone i zaostrzone, z charakterystycznym żółtym nerwem głównym i siedmioma parami nerwów bocznych.
KwiatyKwiaty męskie w postaci zwisających kotek, w kolorze żółtobrązowym do 7 cm długości. Kwiaty żeńskie krótkie, zielonkawe.
OwoceSzyszeczkowaty zdrewniały owocostan do 2 cm długości, zawierający liczne nasiona.

## Biologia i ekologia
Roślina jednopienna, wiatropylna.  Mimo wielu walorów ozdobnych rzadko spotykana w europejskich ogrodach botanicznych.